# Pansarstickare

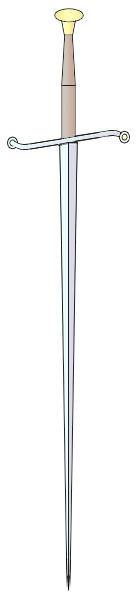
Pansarstickare.

Pansarstickare är en värjtyp med lång, prylformig klinga, avsedd för att kunna tränga in i rustningars fogar eller en ringbrynjas maskor.
Pansarstickare förekom redan under 1300-talet under namnet Borrsvärd och var mycket i bruk under 30-åriga kriget. Pansarstickaren var en föregångare till värjan med stötklinga. Den mycket långa och rikt utstyrda orientaliska pansarstickaren tillhörde alltid hästutrustningen, och placerades instucken i vänstra sadelbladet.